# R-Type
R-Type (アールタイプ?, Āru Taipu) è un videogioco del genere sparatutto a scorrimento orizzontale, con tematica fantascientifica, prodotto nel 1987 dalla Irem come coin-op e successivamente convertito per parecchi formati, sia nell'ambito delle console che degli home computer. Accolto da un grande successo di pubblico e di critica, ebbe diversi sequel, che andarono così a comporre una vera e propria saga, non ancora conclusa.

## Trama
Nel gioco arcade l'introduzione si limita alla frase della schermata di presentazione, Blast off and strike the evil Bydo empire! ("decolla e colpisci il malvagio impero Bydo!"). I manuali delle conversioni approfondiscono di poco, spiegando che gli spaventosi Bydo sono intenzionati a sottomettere la Terra e per respingerli viene inviato il sofisticato caccia spaziale R-9 come ultimo baluardo dell'umanità. Si attraversano quindi scenari nello spazio, oppure all'interno di strutture complesse o ancora in lugubri caverne, fino al quartier generale nemico. Retroscena più specifici sui Bydo sono stati elaborati solo in titoli successivi della serie di R-Type.
I Bydo mescolano caratteristiche di alta tecnologia e di mostruose e selvagge creature insettoidi. Secondo una diffusa teoria il titolo R-Type farebbe riferimento in particolare alla strategia tipo "r" adottata dalle popolazioni biologiche basate sulla riproduzione in quantità piuttosto che in qualità, come gli insetti; in un'intervista ad alcuni sviluppatori la R viene più semplicemente spiegata come iniziale di ray (raggio), in riferimento ai diversi tipi di raggi laser sparati dalla navicella R-9.

## Modalità di gioco
R-Type è uno sparatutto a scorrimento orizzontale continuo verso destra. I movimenti delle varie ondate di nemici sono predefiniti e il giocatore li può memorizzare per stabilire di volta in volta quale sia il tipo di sparo più adatto a fronteggiare la situazione che si presenta.
Le vite a disposizione sono tre, incrementabili al raggiungimento di determinati punteggi. Non vi sono punti ferita. Il giocatore perde una vita andando in collisione coi nemici, oppure facendosi colpire dai loro proiettili, o ancora cozzando contro rocce, terreni e pareti.
La comparsa di R-Type ha rivoluzionato il mondo degli sparatutto, in particolare sono due le innovazioni fondamentali che hanno segnato la storia del genere: l'enorme potenza di fuoco a disposizione del giocatore, rappresentata soprattutto dal drone "Force", e la modalità di fuoco "Beam".

### Beam
Con questo termine (lett. "raggio") si indica la possibilità di generare un devastante sparo laser tenendo premuto per qualche secondo il pulsante di fuoco, interrompendo per il momento lo sparo normale, e aspettando il caricamento indicato da una barra a fondo schermo. Il colpo così ottenuto sarà in grado di trapassare le linee nemiche e causare un danno maggiore ai boss di fine livello. Con il proseguire della serie anche il concetto di beam evolverà, passando a un beam con un doppio caricamento (in cui, se anche la seconda barra viene caricata, per un po' la navicella sarà impossibilitata a sparare) e differenti tipi di beam a seconda del tipo di sparo selezionato.

### Force
La seconda innovazione è il "Force", un pod che assume un'importante valenza strategica all'interno del gioco. Infatti, a differenza dei vari pod comparsi fino ad allora, il "Force" non serve solo come potenza aggiuntiva di fuoco, ma può essere posizionato di fronte alla navicella, oppure attaccato dietro, o ancora essere lasciato fluttuare al suo fianco. La natura stessa del gioco, non frenetica ma ricca di passaggi difficoltosi, impone una riflessione su quale sia il migliore posizionamento del Force, visto e considerato che può essere utilizzato anche come scudo per assorbire alcuni proiettili e come arma contundente per distruggere i Bydo più deboli: infatti, se rilasciato dalla navicella principale, non solo si stacca, ma la propulsione lo spinge in avanti distruggendo ogni nemico sulla sua strada. Inoltre il Force è in grado di sparare anche se separato dalla navicella, permettendo di coprire una più vasta porzione di schermo.

### Power-up
Questi i power-up che determinano i tre tipi di sparo:
- icona rossa: due fasci di energia, rossa e blu, che si intrecciano in un percorso simile a una sinusoide
- icona blu: tre laser, di cui due con un'angolazione di 45°, in grado di rimbalzare contro pareti e nemici
- icona gialla: due grossi laser simili a fiammate che si dipartono verticalmente dal Force e possono proseguire il cammino lungo pareti e terreni

Quando si raccoglie un power up (distruggendo alcune inermi navicelle Bydo dalla forma vagamente ovoidale), il Force viene automaticamente innestato sulla R-9. Esistono 3 livelli di potenza per ciascun tipo di sparo, da raggiungere raccogliendo in continuazione l'icona del colore corrispondente. Se si viene distrutti o si raccoglie un'icona differente i power up non saranno mantenuti.
Esistono due ulteriori armi da raccogliere, che però non possono essere potenziate:
- Homing Bits: due piccoli satelliti di forma sferica che, orbitando intorno alla R-9, la proteggono da alcuni tipi di proiettili e possono anche sparare contro i nemici, se usati in combinazione con l'energia rossa
- Missili a ricerca: la R-9 sparerà due missili per volta che si dirigeranno contro i nemici più vicini

### Lo stile
R-Type è un arcade innovativo anche sotto altri aspetti: gli elementi grafici, i fondali e i nemici stessi riprendono uno stile "biomeccanico" già adottato in giochi come la saga di Gradius della Konami, ma qui portato all'estremo. I livelli sono perlopiù ambientati in strane installazioni Bydo dove elementi organici e meccanici si fondono di continuo, e anche i boss spaziano da enormi astronavi, a disgustosi ammassi di materiali organici, a creature deformi provviste di innesti biomeccanici, per finire con l'Imperatore Bydo dalle fattezze vagamente umanoidi.

## Livelli

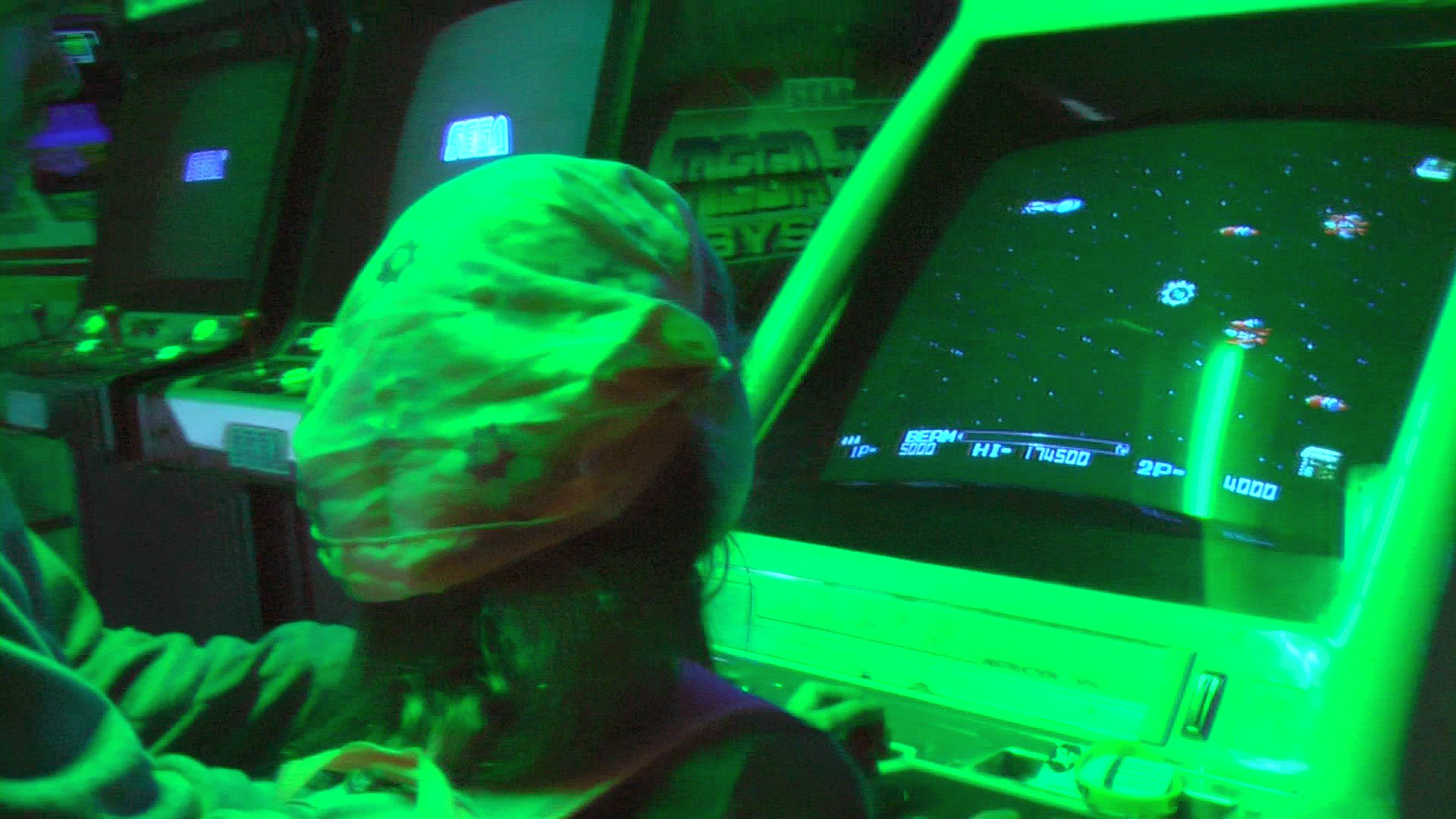
Un cabinato arcade di R-Type

Nella maggior parte delle versioni R-Type è costituito da 8 livelli, che in un paio di casi si discostano dal classico schema in cui si affrontano svariate formazioni di nemici comuni prima di giungere al cospetto del boss: nel terzo in particolare si deve volare attorno a un'enorme nave spaziale distruggendone ogni parte, e giungere al motore centrale per eliminarla definitivamente; nel sesto invece bisogna attraversare un labirinto disseminato di nemici, alcuni dei quali indistruttibili, ma nella versione arcade così come in quasi tutte le altre non si affronta il boss, presente solo nella versione PC Engine del gioco. Tutti i livelli, tranne il terzo e l'ultimo, presentano una serie di checkpoint.
La conversione per Master System si caratterizza per la presenza di un passaggio segreto nel quarto livello. Se il giocatore lo percorre, accederà a un livello alternativo (Hidden Stage), piuttosto breve, affrontandovi quindi alcuni nemici inediti.
La conversione per PC Engine, oltre a contemplare eccezionalmente un boss nel sesto livello, prevede una singolare prova di sopravvivenza tra il quarto e il quinto, dove la R-9  per trenta secondi dovrà contrastare in un'area imprecisata alcuni tipi di nemici comuni, ma senza la possibilità di far fuoco, potendo contare eventualmente solo sul Force e sugli Homing Bits. Se supera indenne tutti gli attacchi, il velivolo entrerà nell'hangar delle forze di difesa terrestri per effettuarvi una breve sosta.
Particolarmente celebre e impressionante è il boss del primo livello, divenuto in seguito noto come Dobkeratops o con vari altri nomi, e usato per decorare copertine e pubblicità di quasi tutte le versioni di R-Type.
Alcuni dei boss e soprattutto Dobkeratops ricompariranno, sia pure modificati, nei seguiti del gioco.

## Colonna sonora
I temi musicali si devono a Masato Ishizaki.

## Disputa tra Activision e Rainbow Arts
I diritti per la conversione del gioco sugli home computer a 8 e a 16 bit erano stati costosamente acquisiti dalla Electric Dreams Software (gruppo Activision) e la società era alle prese coi preparativi per un lancio colossale del gioco nei negozi, ma fu battuta sul tempo dalla Rainbow Arts, la quale fece uscire Katakis, una evidente imitazione di R-Type. Ne nacque un'accesa disputa, con citazione in giudizio e articoli negativi sulla stampa, conclusasi con il ritiro di Katakis dal mercato. Era evidente però che l'ottima qualità di Katakis era superiore a quella della conversione ufficiale in produzione. Ci fu un qualche accordo per cui fu proprio la Rainbow Arts a sviluppare per Electric Dreams la conversione ufficiale di R-Type per Commodore 64, completamente riscritta. Una volta uscito R-Type, Katakis fu comunque ripubblicato, con una nuova denominazione, Denaris, distribuito dalla Go!, un'etichetta della U.S. Gold.

## Serie

### Saga principale
- R·Type (1987)
- R-Type II (1989)
- Super R-Type (1991), porting di R-Type II
- R-Type Leo (1992), unico anello privo dei Bydo
- R-Type III: The Third Lightning (1993)
- R-Type Delta (1998)
- R-Type Final (2003)
- R-Type Command (2007), noto anche come R-Type Tactics
- R-Type Tactics II: Operation Bitter Chocolate (2009)
- R-Type Dimensions (2014), remake di R-Type e R-Type II in 3D con grafica e sonoro aggiornati
- R-Type Final 2 (2021)
- R-Type Final 3 Evolved (primavera 2023)[6]

### Spin-off
- Image Fight (1988), videogioco privo dei Bydo ma in parte minima collegato comunque con R-Type
- Armed Police Unit Gallop (1991)
- Image Fight II: Operation Deepstriker (1992), sequel di Image Fight, privo anch'esso dei Bydo

### Raccolte
- R-Types (PlayStation)
- R-Type DX (Game Boy Color)
- R-Type Tactics I • II Cosmos (estate 2023)[7]